# Obersdorf (Sulzbach-Rosenberg)
Obersdorf ist ein in der Oberpfalz gelegenes Dorf, das ein Gemeindeteil von Sulzbach-Rosenberg ist.

## Lage
Der Ort befindet sich in der Region Oberpfälzer Jura und liegt in derjenigen Gemarkung, die nach dem drei Kilometer nordöstlich gelegenen Hahnbacher Ortsteil Kötzersricht benannt ist. Obersdorf selbst ist einer von 26 Ortsteilen der Stadt Sulzbach-Rosenberg, die im Landkreis Amberg-Sulzbach liegt. Die Ortsmitte der Kernstadt liegt fünf Kilometer entfernt und Amberg sechseinhalb Kilometer.

## Verkehr
Die Kreisstraße AS 13 führt direkt durch den Ort. Am nördlichen Ende von Obersdorf verläuft die Bahnstrecke Nürnberg–Schwandorf, der nächstgelegene Halt an dieser Bahnlinie ist der viereinhalb Kilometer entfernte Bahnhof von Sulzbach-Rosenberg.

## Kultur und Sehenswürdigkeiten

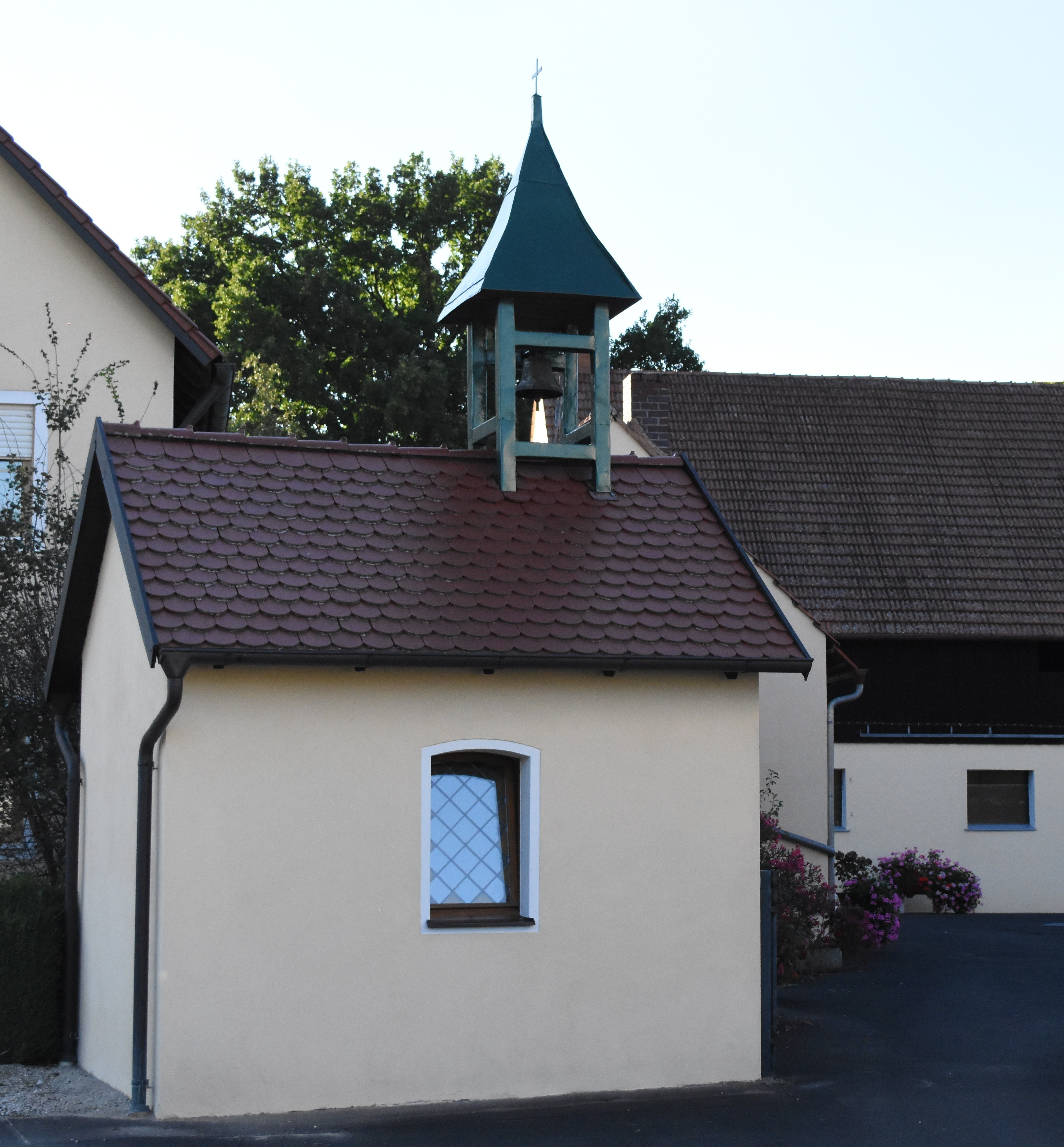
Die Marienkapelle von Obersdorf

### Bauwerke
An der Dorfstraße von Obersdorf liegt eine denkmalgeschützte Marienkapelle.